# محمد بن المثنى بن دينار العنزي
محمد بن المثنى بن عبيد بن دينار العنزي

## اسمه ونسبه
محمد بن المثنى بن عبيد بن قيس بن دينار، الإمام الحافظ الثبت أبو موسى، العنزي البصري الملقب بـ الزمن
وهو أحد المشايخ التسعة الذين روا عنهم أصحاب كتب الأحاديث الستة بلا واسطة.

## تلاميذه
البخاري ومسلم والترمذي ومحمد بن ماجه وأبو زرعة والنسائي وابن خزيمة.
ولد مع بُنْدار في عام وفاة حماد بن سلمة.

## ماروي عنه
وحدث عن : عبد العزيز بن عبد الصمد العمي. وسفيان بن عيينة، ومعتمر بن سليمان، وحفص بن غياث، وابن إدريس، ومرحوم بن عبد العزيز، وأبي معاوية، والوليد بن مسلم، وغندر، ويحيى القطان، ويزيد ابن زريع، ومعاذ بن معاذ، ومحمد بن أبي عدي، وعبد الأعلى بن عبد الأعلى، وعثمان بن عمر العبدي، وخلق كثير. وينزل إلى عفان، وأبي الوليد، لا بل ينزل إلى تلميذه أبي جعفر أحمد بن سعيد الدارمي. جمع وصنف، وكتب الكثير.
روى عنه : الجماعة سِتَّتُهُم، وأبو زُرْعة، وأبو حاتم، وبقي، وابن أبي الدنيا، وجعفر الفريابي، وأبو يعلى، وأبو بكر بن أبي داود، وابن خزيمة، وابن صاعد، ومحمد بن هارون الروياني، وقاسم المطرز، وأبو عروبة، وزكريا الساجي، وأبو عبد الله المَحاملي، وخلق كثير.

## ماقيل فيه
قال محمد بن يحيى الذهلي : حجة.
وقال صالح جزرة : صدوق اللهجة، في عقله شيء، وكنت أقدمه على بندار.
وقال أبو حاتم : صدوق صالح الحديث.
وقال أبو عروبة : ما رأيت بالبصرة أَثْبَتَ من أبي موسى، ويحيى بن حكيم.
وقال النسائي : كان لا بأس به، كان يُغَيِّرُ في كتابه.
وقال عبد الرحمن بن يوسف بن خراش ; أخبرنا محمد بن المثنى، وكان من الأثبات.
وقال ابن حبان : كان صاحب كتاب، لا يقرأ إلا من كتابه.
وقال الخطيب : كان صَدُوقًا ورعًا.
وقال في موضع آخر : كان ثقة ثبتا، احتج به سائر الأئمة. ويروي أن أبا موسى مزح مرة، فقال : نحن قوم لنا شرف، صلى إلينا النبي -صلى الله عليه وسلم-.
قال إبراهيم بن محمد الكندي وغيره : مات أبو موسى في ذي القعدة سنة اثنتين وخمسين ومائتين.
أخبرنا أبو المعالي أحمد بن إسحاق غير مرة، أخبرنا أبو المحاسن محمد بن هبة الله بن أبي حامد عبد العزيز الدينوري ببغداد، أخبرنا عمي أبو بكر محمد بن أبي حامد سنة تسع ثلاثين وخمس مائة، أخبرنا عاصم بن الحسن سنة ثمان وسبعين وأربع مائة، أخبرنا أبو عمر بن مهدي الفارسي، حدثنا القاضي أبو عبد الله الحسين بن إسماعيل، حدثنا أبو موسى محمد بن المثنى، حدثنا ابن عيينة، عن هشام بن عروة، عن أبيه، عن عائشة: أن النبي -صلى الله عليه وسلم- لمّا جاء إلى مَكَّةَ، دَخَلَهَا مِنْ أَعْلاهَا، وخَرَجَ مِنْ أسْفَلِها. أخرجه البخاري، ومسلم، وأبو داود، والنسائي، والترمذي. خمستهم عن أبي موسى العنزي، فوافقناهم بِعُلُوّ.
قال أبو أحمد بن الناصح : سمعت محمد بن حامد بن السري، وقلت له : لم لا تقول في محمد بن المثنى إذا ذكرتَه : الزَّمِن، كما يقول الشيوخ ؟ فقال : لم أره زَمِنًا، رأيته يمشي، فسألته فقال : كنت في ليلة شديدة البرد، فجثوت على يدي ورجلي، فتوضأت، وصليت ركعتين، وسألت الله، فقمت أمشي. قال : فرأيته يمشي، ولم أره زَمِنًا. حكاية صحيحة، رواها السلفي عن الرازي، أخبرنا أبو القاسم علي بن محمد الفارسي، حدثنا ابن الناصح.